# Timea centrifera
Timea centrifera är en svampdjursart som först beskrevs av Jörn Hentschel 1909.  Timea centrifera ingår i släktet Timea och familjen Timeidae. Inga underarter finns listade i Catalogue of Life.